# Robertson (Południowa Afryka)
Robertson – miasto, zamieszkane przez 21 929 ludzi (2011), w Republice Południowej Afryki, w Prowincji Przylądkowej Zachodniej.
Miasto zostało założone w roku 1853. Leży w dolinie Robertson, w której uprawia się winorośl oraz róże, do czasów I wojny światowej w dominowała hodowla strusi. Obecnie część ludności utrzymuje się z turystyki.